# 8号科罗拉多州州道
8号科罗拉多州州道（英語：Colorado State Highway 8，SH-8）是美国科罗拉多州丹佛都會區西部的一条东-西走向的州级公路，全长8.68英里（13.97），全部线路都在杰斐逊县境内，西起莫里森南侧接285号美国国道（US-285），东至萊克伍德城南接121号科罗拉多州州道（SH-121）。

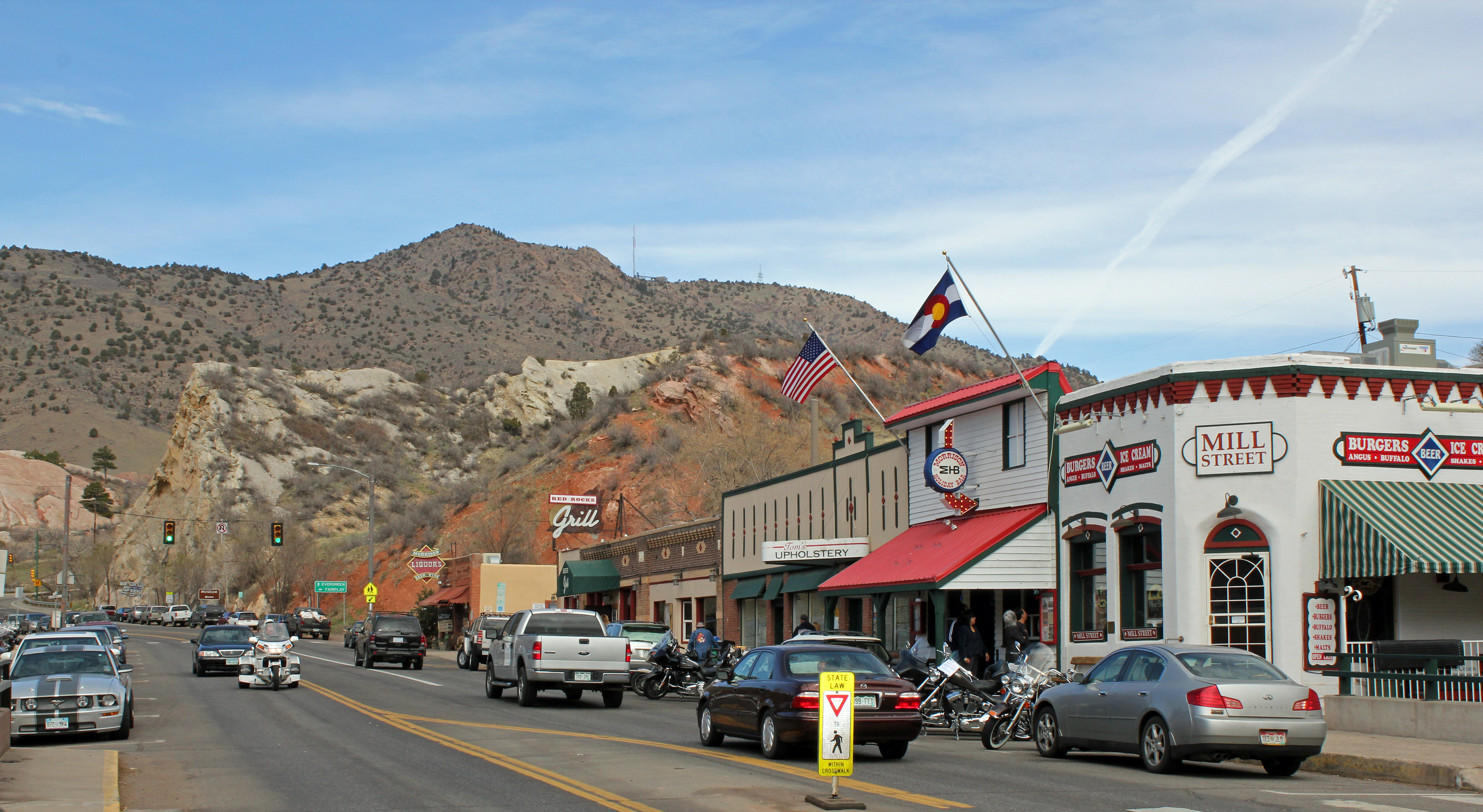
莫里森附近的8号科罗拉多州州道